# Хэ-ди (Южная Ци)
Хэ-ди (кит. 和帝; 488—502) — китайский император, последний император  династии Южная Ци (南齊) периода Южных и Северных династий. Занял трон в 502 году в возрасте 14 лет  и правил  короткое время, фактически страной распоряжался Сяо Янь. Личное имя Сяо Бажун (кит. 蕭寶融), псевдоним Чжичжао (智昭); происходил из рода Сяо.

## История правления
Хэ-ди готовили к трону генералы Сяо Инчжоу (蕭穎冑) и Сяо Янь в 501 году как замену для его старшего брата Сяо Баоцзюаня, чьё правление было разрушительным, непоследовательным и жестоким. После того, как премьер-министр Сяо И (蕭懿)  был казнён, его брат Сяо Янь поднял мятеж и открыто заявил целью мятежа смещение Сяо Баоцзюаня с трона в пользу Сяо Бажуна, который был объявлен номинальным руководителем восстания.  Сяо Инчжоу, которого хотели послать подавить мятеж, неожиданно к нему присоединился. Весной 501 года Сяо Бажуна провозгласили императором (как Хэ-ди) в городе Цзянлин (江陵, сейчас Цзинчжоу, Хубэй), но при этом фактически власть оказалась в руках у генерала Сяо Инчжоу.
В это время Сяо Янь продвинулся с войсками к столице (Цзянкан) и окружил город. Оборону вели генералы Ван Чжэнго (王珍國) и Чжан Цзи (張稷). У них было достаточно сил выдержать осаду, но император стал их обвинять в бездействии, после чего они убили императора и сдали город.
Таким образом в 502 году Сяо Баоцзюань был свергнут и убит, умер также генерал Сяо Инчжоу, раздосадованный победой Сяо Яня, и Сяо Янь вскоре занял трон сам, ликвидировав династию  Южная Ци.
Несколько месяцев Сяо Янь правил как будто Хэ-ди вообще не существовал, вдовствующая императрица Ван Баомин исполняла обязанности регентши, а Сяо Янь правил от её имени. Императрица Ван также получила высокие титулы. Тем временем были убиты братья императора. Поздней весной 502 года император Хэ-ди был приглашён в столицу для встречи с Сяо Янем, но ещё до его приезда в столицу был издан указ, заверенный вдовствующей императрицей Ван, о прекращении династии Южная Ци и провозглашении новой династии Лян.
Теперь уже Сяо Янь как император У-ди дал Сяо Бажуну титул принца Балин, и выделил ему дворец Гушу (姑孰). Однако уже на следующий день по совету чиновника Шэнь Юэ, который предупреждал его о возможности заговора, к Сяо Бажуну был послан курьер, пытавшийся его уговорить принять ядовитое вино. Сяо Бажун отказался, но этот отказ означал только, что он вместо того, чтобы покончить с собой, хочет быть убитым. Он напился пьяным, и посланник Чжэн Богун (鄭伯禽) его убил.
Хэ-ди был похоронен с высокими почестями как император.

## Эра правления
- Чжунсин (中興 zhōng xīng) 501-502